# Jivina (Beroun)
Jivina é uma comuna checa localizada na região da Boêmia Central, distrito de Beroun.